# Achatinella concavospira
Achatinella concavospira là một loài ốc hô hấp trên cạn cực kỳ nguy cấp trong họ Achatinellidae. Đây là loài đặc hữu của Hawaii.